# Americominella
Americominella là một chi ốc biển, là động vật thân mềm chân bụng sống ở biển trong họ Eosiphonidae.

## Các loài
Các loài trong chi Afrocominella gồm có:
- Americominella duartei Klappenbach & Ureta, 1972
- Americominella perminuta (Dall, 1927)

Đồng nghĩa
- Americominella longisetosus (De Castellanos & Fernandez, 1972): synonym of Americominella duartei Klappenbach & Ureta, 1972